# Soufflé
Un soufflé est une préparation culinaire salée ou sucrée, chaude, qui incorpore des blancs d'œufs montés en neige. Un soufflé glacé est une préparation glacée qui incorpore de la crème fouettée. Dans les deux cas ces mousses donnent une texture aérienne et légère tant que le soufflé ne retombe pas...
Le soufflé est en vogue depuis le XIXe siècle avec la réputation de ne pas être facile à réussir. Au XXIe siècle, les espumas donnent des formes nouvelles et créatives de mousses simples et pratiques dans l'esprit des soufflés.

## Histoire
François Massialot (entre 1722 et 1730) donne dans Le Nouveau cuisinier royal et bourgeois un entremets une « crème soufflée de blancs d'œufs, diversifiée et pointée d'écorces de citron » (on trouve dans la littérature en langue anglaise l'attribution du premier soufflé à Vincent de la Chapelle, or son Modern Cook (1733) est postérieur à la mort de Massialot dont il a largement plagié les écrits),,,. Menon (1755) mentionne la crème soufflée dans ses Soupers de Cour comme un entremets chaud. Jusqu'à la fin du XVIIIe siècle le terme soufflé désigne des préparations incorporant des blancs d'œufs battus dont les omelettes soufflées font partie.

### Apport décisif duXIXesiècle

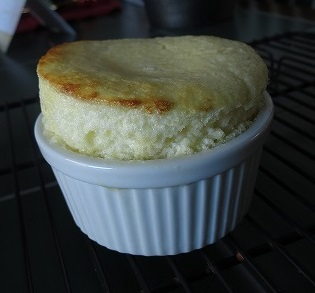
Soufflé au citron (préféré de Carême).

C'est d'une part André Viard qui va formaliser les ancêtres de nos soufflés dans ses livres successifs, spécialement Le cuisinier royal de 1817 où le chapitre Des Soufflés donne des soufflés sucrés à la vanille, au café, à la frangipane, de pomme de terre et de marron. Et d'autre part Antoine Beauvilliers (considéré parfois comme l'inventeur du soufflé) avec ses soufflés salés (1814) dont le soufflé de perdreaux qu'il décline en soufflé de poularde, faisan, bécasse. Il est le premier à prévenir : « lorsque votre soufflé sera bien monté, vous appuierez légèrement les doigts dessus ; s'il résiste moyennement au toucher, c'est qu'il est à son degré : servez-le aussitôt, de crainte qu'il ne retombe ». Grimod de La Reynière (1839) mentionne de nombreux soufflés sucrés (au thé, au punch, au cédrat, au parfait-amour, etc.) et les soufflés salés (soufflé de gibier).

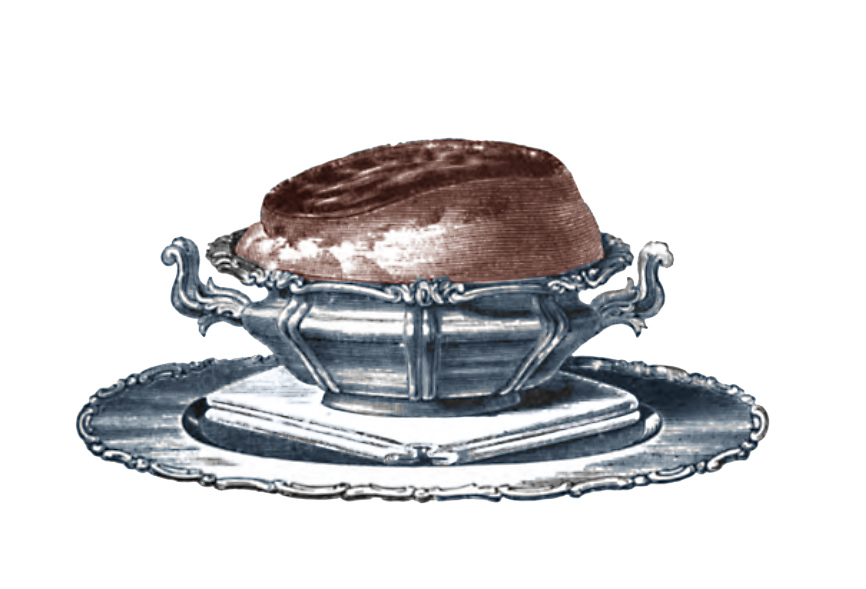
Soufflé à la vanille chez Urbain Dubois (La Cuisine classique, 1882).

Carême et l'apogée du service à la française (pour qui il n'est pas question de servir les soufflés en moule individuel) font face à la difficulté de servir des grands soufflés sur les tables de dessert avant qu'ils ne se raplatisse en refroidissant. Le Pâtissier royal parisien propose d'enlever des grosses pièces de pâtisserie et de présenter les soufflés sitôt sortis du four et analyse les méthodes de cuisson, la largeur des moules. Il fait ses soufflés français avec un appareil à base de riz (à la vanille, au café, au cacao, au chocolat, au thé, à la fleur d'oranger, au caramel anisé...) et ses étonnants soufflés parisiens (d'un gout et d'un moelleux parfaits) sans beurre ni farine simplement d'une marmelade de fruits desséchée (pomme, abricot, fraise) et de blanc d'œuf en neige.
En 1847, Alexis Soyer explique que les soufflés chaud ne conviennent pas à l'été, « c'est pourquoi dit-il j'ai introduit le Nouveau soufflé glacé, qui, en plaisant à l'œil et en étant plus rafraîchissant au palais ». Et dans son Soufflé glacé au Curaçoa apparait la crème fouettée.

### Classiques duXXesiècle
Escoffier fixe les règles canoniques en gardant la distinction de Carême avec les soufflés à base de purée de fruit. Ma cuisine (1934) est un parfait résumé : « Appareil à soufflé 1 dl de lait, 35 g de sucre, 1 cuillerée de farine, 10 g de beurre, 2 jaunes d'œufs, 3 blancs en neige ». Il introduit les soufflés Elisabeth ( macarons au kirsch, violettes pralinées), Hilda (au citron, coulis de framboise et chantilly), aux pralines... Les soufflés sucrés de la cuisine classique n'évoluent que dans des détails de composition et de mise en œuvre, le dernier grand contributeur est Gaston Lenôtre avec les soufflés de Faites votre pâtisserie comme Lenôtre (1975). Son appareil à soufflé sucré : « 1,25 dl de lait, 30 g de sucre, 22 g de farine, 10 g de beurre, 2 jaunes d'œufs, 2 blancs en neige ». Il introduit le soufflé à la noix de coco, et dans le volume Glaces ses soufflés glacés (Grand Marnier et Port Royal au rhum et à l'ananas) sont à base de parfait (crème glacée à la crème) enrichi aux fruits confits.

## Dénomination

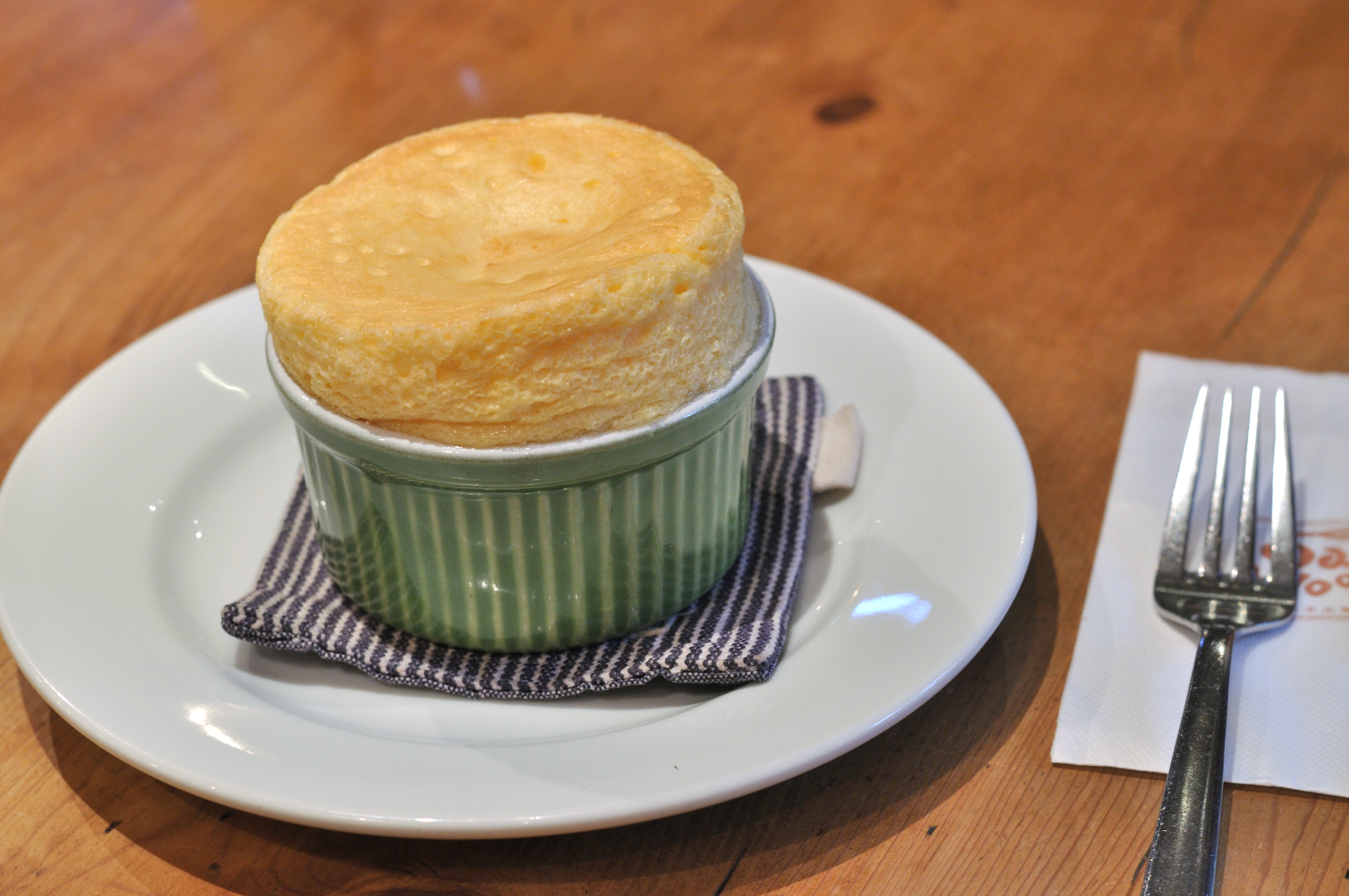
Sufuré japonais.

Du latin sufflare (verbe sufflō) « gonfler, souffler »,. Rares sont les langues dans lesquelles soufflé ne se dit pas phonétiquement su.fle ou approchant (c'est le cas du maori namawa, du finnois kohokas). Soufflé est accentué en anglais (« The soufflé is the egg at its most magnificent » Julia Child. The Soufflé Cookbook par Myra Waldo), parfois Soufflee en allemand, suflé en espagnol, sufflè en italien, スフレ (sufure) en japonais, Суфле́ (sufle) en russe, 舒芙蕾 (shū fúlěi) en chinois, سوفليه (suflih) en arabe.
Soufflé glacé frozen soufflé en anglais, gefrorenes Soufflé en allemand.

## Bases

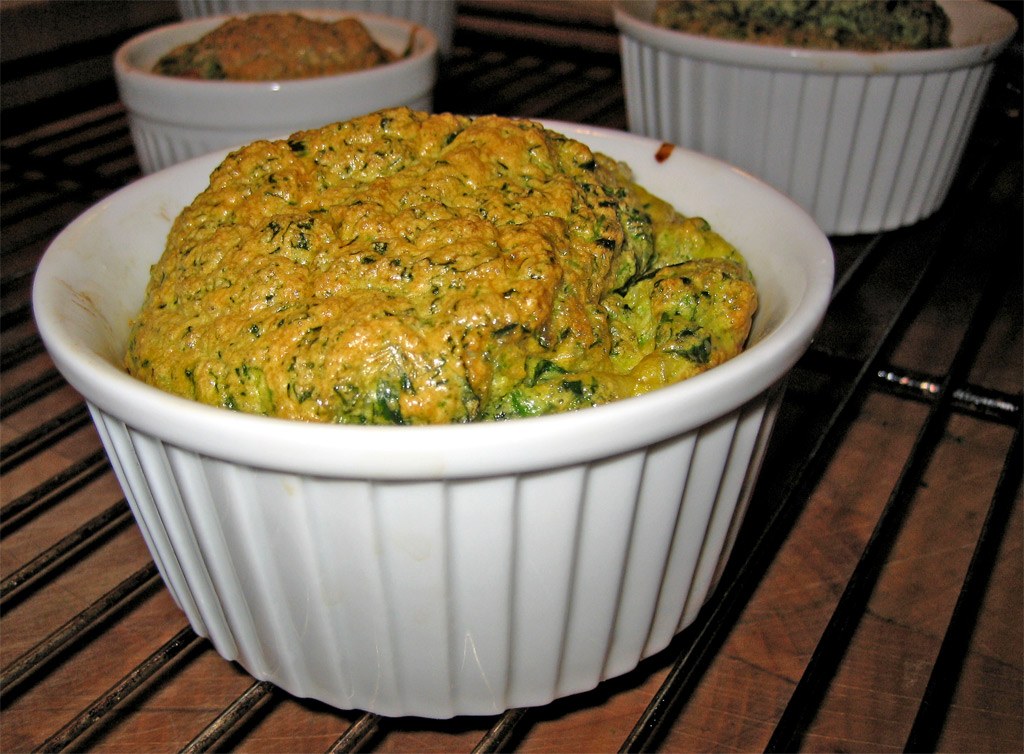
Soufflé aux épinards.

Les bases des soufflés sont un appareil consistance nappante, souvent lié au jaune d'œuf et des blancs d'œuf montés en neige que l'on incorpore au moment d'enfourner le plat pour les soufflés chaud. La fécule de maïs (Maïzena) stabilise l'appareil à soufflé, Anne Sophie Pic monte les blancs en neige de son soufflé à la Mimolette avec de la Maïzena.
Pour les soufflés
- salés : la sauce béchamel ou une purée (de légumes, de viande), une farce mousseline additionnée d'œuf en neige ;
- sucrés : la crème pâtissière ou des coulis, des compotes éventuellement liées au jaune d'œuf additionnés d'œuf en neige, parmi les soufflés sucrés le pouding soufflé a un appareil à soufflé sucré enrichi de biscuits, mie de brioche, génoise, madeleine, compotes, riz, etc. ;
- glacés : des mousses souvent solidifiées par de la gélatine à base de crème[21],[22] ;

Les soufflés américains layered egg soufflé sont des soufflés faits en plusieurs couches, tomate, fromage dans les soufflés salés.

## Soufflés chauds

### Préparation et cuisson

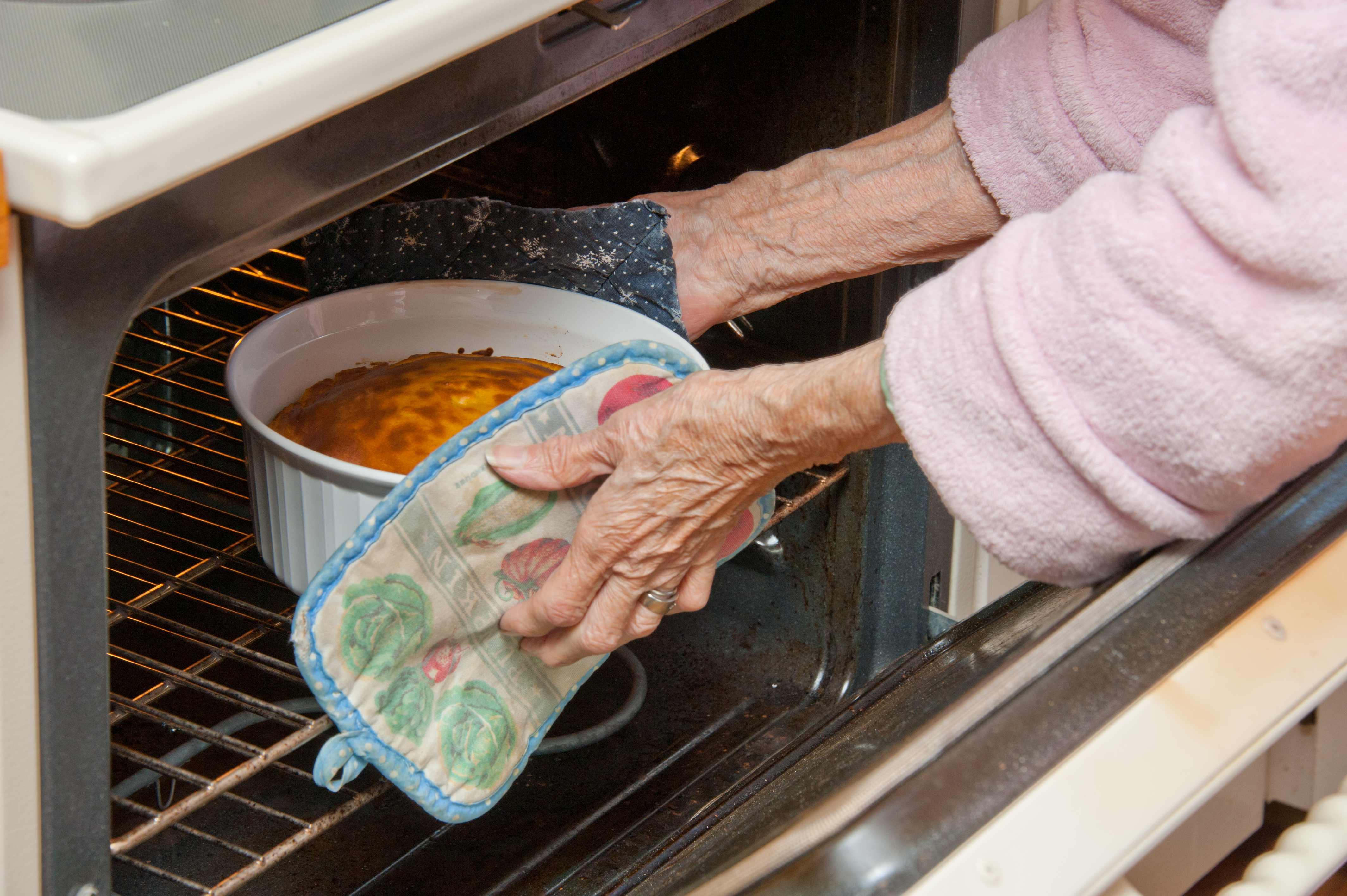
Mise au four.

Le soufflé est réputé être une préparation délicate. La cuisson et spécialement la maitrise du four font l'objet de nombreux conseils. Sous l'action de la chaleur la vaporisation des liquides du soufflé lui donne son volume. À la sortie du four, un soufflé est généralement bien gonflé mais il se dégonfle en refroidissant et s'aplatit complètement après 20 ou 30 min hors du four. Retombé, un soufflé prend alors le nom de mousseline.
Comme le note Carême la qualité du four est importante, en effet l'appareil à soufflé doit chauffer rapidement et de façon homogène. Jules Gouffé conseille il vaut mieux en faire plusieurs soufflés que d’en faire un gros. En faisant les soufflés plutôt petits que grands, la réussite est plus sûre : on n’a pas toujours des fours propices pour faire de gros soufflés.
Le moule à soufflé a des bords verticaux, le moule individuel est de diamètre 8 cm hauteur autour de 4,5 à 5 cm, le moule pour 6 de 20 cm de diamètre. Les moules sont soit en porcelaine ou verre (inertie thermique) soit en métal antiadhésif souvent avec possibilité de les ouvrir (moule à charnière) ou en cuivre intérieur inox le plus important est que le moule ne doit pas être trop évasé,. Afin de permettre le gonflement du soufflé porté à four chaud, le moule à soufflé ou le ramequin doit être abondamment chemisé de beurre et farine pour les soufflés salés et de beurre et sucre semoule pour les soufflés sucrés. Il est préférable de beurrer le moule avec du beurre fondu et un pinceau en faisant des mouvements droits vers le haut du moule.
Les moules à demi remplis de l'appareil à soufflé peuvent être stockés au bain-marie en attente d'enfournement. Dans le cas de l'orange soufflée et du citron soufflé, c'est le péricarpe du fruit qui sert de moule.
La cuisson se fait traditionnellement au four, convection naturelle, 200 °C / 390 °F. soufflée en bas du four. Louisette Bertholle enfournait ses soufflés à 205 °C puis réduisait ensuite son four à 190 °C. La durée de cuisson est de 20 à 30 min pour un soufflé de 4 œufs, 12 à 15 min pour les moules individuels. Le soufflé est cuit quand une croute s'est formée à la surface et quand l'intérieur est tremblant mais non liquide. « S'il reste au-dessous ou s'il passe son point précis de cuisson, ce n'est plus qu'un mets de peu de valeur » écrit Urbain Dubois. « Il est de coutume en France de manger un soufflé lorsqu'il est encore humide à l'intérieur... le goût américain est pour un soufflé plus ferme, plus cuit... cependant une cuisson excessive durcit un soufflé » (Myra Waldo).
Le soufflé doit être servi à la sortie du four: Comme l'omelette, un soufflé peut être attendu, mais il ne doit jamais attendre,.
La cuisson du soufflé à la vapeur apparait avec Jacques Manière qui donne en 1985 un soufflé d'artichauts à la volaille cuit à la vapeur 12 min (avec volaille cuite) et un soufflé aux fraises (fraises et blancs en neige) cuits à la vapeur 5 min couvercle fermé suivi de 10 min couvercle ouvert en biais. La cuisson au four vapeur combiné permet d'avoir une cuisson à 200 °C avec 40 % d’humidité pendant 20 min. On trouve aussi des soufflés cuits au four micro-ondes (5 min à 900 W),.

### Place dans le service

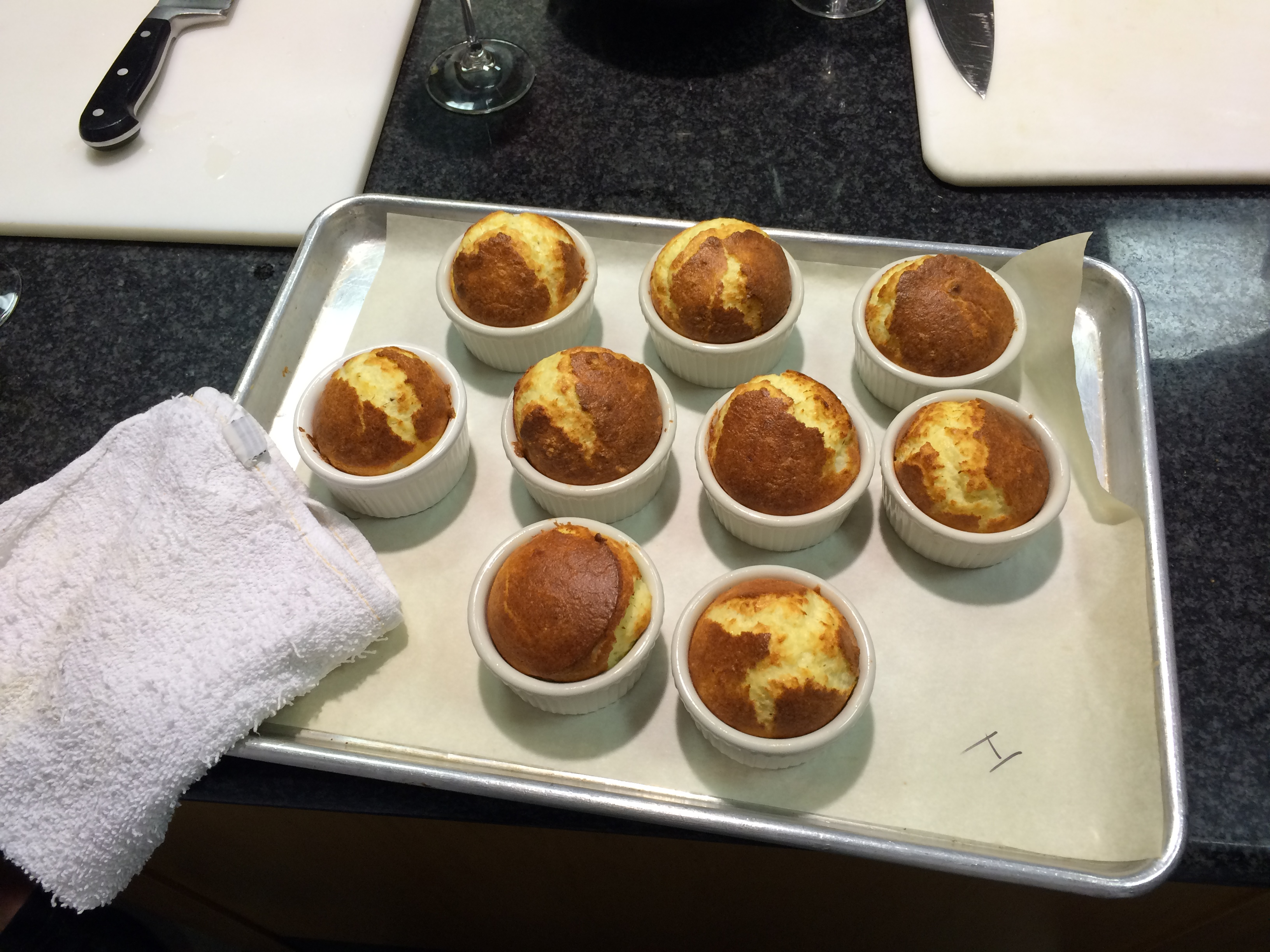
Petits soufflés.

Les soufflés salés de volaille, de foie de volaille, de gibier, au jambon, de légumes, sont des entrées classiques, et peuvent être accompagnés de sauces. Les sauces aux champignons ou à la tomates et au vin sont citées dans The Soufflé Cookbook. Dans la cuisine classique, les grandes sauces (Nantua, Financière, etc.) accompagnent les soufflés
À propos de son soufflé au fromage et mortadelle, asperges sauvages et petits légumes, Macha Méril (2011), écrit « en plat principal, avec des petits légumes prêts à cuire. Le soufflé est festif et nourrissant ». Ils constituent un plat principal léger, qui s'accompagne de vin léger: avec le soufflé au fromage un blanc sec tranquille ou crémant,.
Pour Carême, le soufflé est un entremets sucré, servi après les rôtis et avant les desserts. G. Dumont place les soufflés en tête des entremets, Escoffier de même dans les entremets chauds,. De nos jours les entremets sucré ont fusionné avec les desserts.
Les soufflés sucrés sont en général glacés au sucre 5 minutes avant la fin de la cuisson. Les alcools, les sauces classiques (vanille, crème anglaise, caramel), le sirop d'érable sont versées sur les soufflés sucrés,.

### Soufflés salés
Les soufflés salés traditionnels sont au fromage, au jambon, aux champignons, au gibier, aux épinard, aux brocolis, aux foies de volaille, au saumon, au crabe, aux crevettes,,.

#### Soufflé au fromage

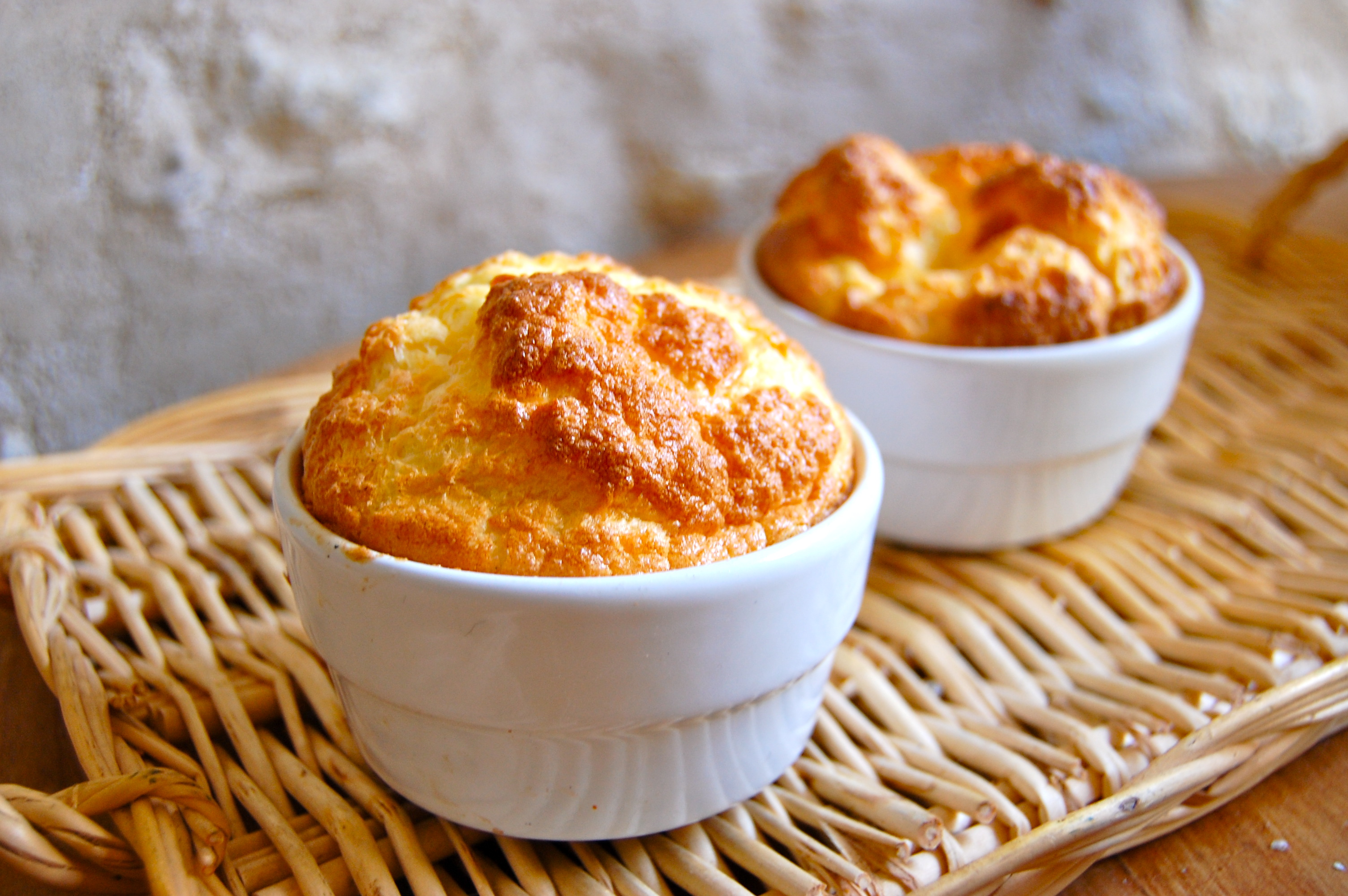
Soufflé au fromage.

À l'origine, au XIXe siècle (1830), le soufflé au fromage est au Parmesan ou au Gruyère. Léon Brisse écrit dans sa recette du soufflé à la Rossini, soufflé au fromage, « le Parmesan est le meilleur ». Prosper Salles en 1900 commence sa liste des petits soufflés par ceux au Parmesan qu'il décline en soufflés d'Armenonville (Parmesan, fromage de Chester et jambon cuit), Helder (Parmesan, truffe blanche et langue écarlate). Il explique ensuite dans talmouses au Parmesan qui sont des soufflés avec peu d'œuf en neige qu'on recouvre de Gruyère, qu'à l'origine ces Talmouses constituait un entremets sucré fromage de Neufchâtel., du sucre, de la crème fouettée et de l’eau de fleur d'oranger comme parfum.
De nos jours, presque tous les fromages entrent dans la composition du soufflé au fromage: au Comté, au Vacherin, à la Fourme, au roquefort, le soufflé glacé au Fromage blanc, jusqu'au soufflé n'importe quoi à la Vache qui rit et aux restes de réfrigérateur,,,,. Autant de pays, autant de fromages, autant de soufflés : au cheddar (incontournable aux États-Unis et au Canada), au manchego espagnol, soufflé alla mozzarella, au gouda sans compter les Kaassoufflés qui sont frits avec au centre tous les fromages de Hollande possible,,.
Parmi les soufflés au fromage restés en mémoire, à La Pyramide de Vienne, Fernand Point servait un soufflé au Gruyère aux œufs pochés délicat à réaliser car moins cuit qu'un soufflé normal pour que les œufs pochés restent moelleux en son centre. À Nice, Le Restaurant Saint-Moritz servait un soufflé au fromage (Emmental suisse) brioché presque sans farine mais avec de la bière comme levure.

#### Soufflés aux légumes
Ces soufflés se font à partir d'une purée de légumes liée à la farine, au riz ou à la semoule avec des jaunes d'œufs. C'est le cas du soufflé de carottes, de chou-fleur, d'asperges, aux épinards, de pommes de terre (vieille recette qu'on trouve en 1814 sous forme salée ou sucrée),. Le soufflé au potiron (salé avec du gruyère), spécialité dauphinoise du chef Raymond Oliver est célèbre pour avoir été réalisé dans Art et Magie de la Cuisine avec Catherine Langeais.
Dans la cuisine actuelle on trouve des variantes créatives: carotte carvi, tapenade, roquefort gingembre, artichaut speck,...

#### Soufflés salés célèbres
Ce sont aussi les sommets de raffinement de la cuisine classique, chez Escoffier les soufflés d'écrevisses (à la Florentine, avec truffes et queues d'écrevisses Léopold de Rothschild), de bécasse, de foie gras, de homard, à la Périgord (aux truffes),. Ali-bab évoque leur « composition à base de farces fines, maigres ou grasses, préparées avec de la chair crue ou de la chair cuite de poissons, de crustacés, de mollusques, de viande de boucherie, d’issues, de jambon, de volaille, de foie gras, de gibier à plume ou à poil; de légumes, de truffes, etc. Soufflé aux crustacés en turban de riz sauce hollandaise aux œufs de homard; soufflé de poissons de mer en turban de pommes de terre et de poissons de rivière, sauce au fumet de poisson; soufflé de poulet en turban de riz à la moelle, sauce veloutée ou sauce Régence ; soufflé de canard aux olives farcies de foie gras, sauce Madère; soufflé de foie gras avec purée de morilles à la crème, sauce suprême... soufflé de bécasse à la purée de truffes, sauce au fumet de bécasse. ».
Quelques soufflés mythiques comprennent le soufflé en timbale de bécasse à la Nesselrode (foie gras-bécasse) et avec le même au paprika Château Margaux 1870 (1927), petit soufflé au caviar du Waldorf-Astoria de New York, soufflé au fromage à la vapeur, foie gras croquant et sauce Albufera, truffe noire de Yannick Alléno (2021),,.

### Soufflés sucrés

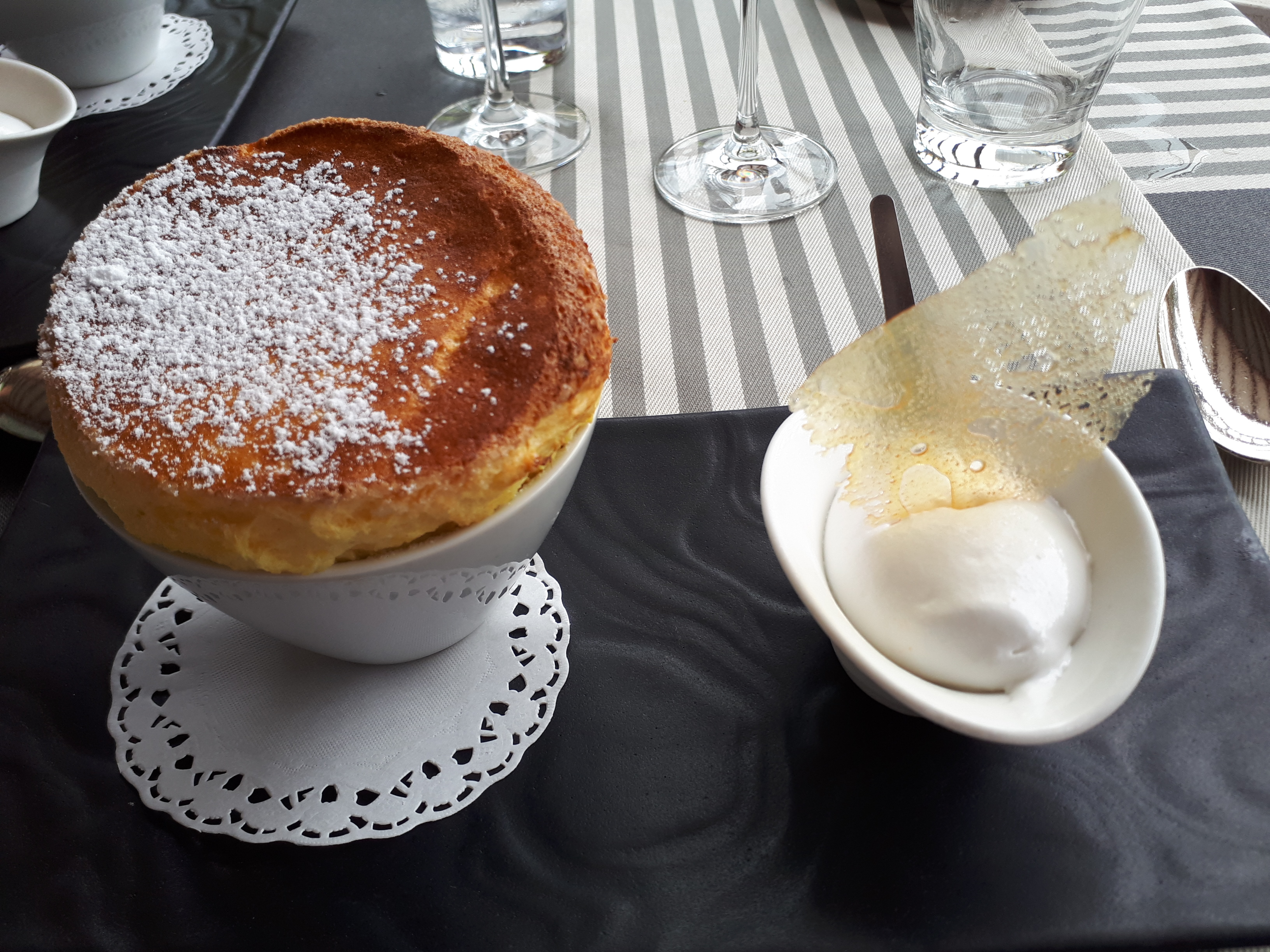
Soufflé au Grand Marnier.

Carême donne dans son traité des petits soufflés le petit soufflé à la rose, au chocolat, au safran, aux avelines, à la fleur d'oranger, à la vanille, au citron, aux pistaches. Les soufflés sucrés classiques sont aux alcools et liqueurs: soufflé Grand Marnier, Cointreau, Triple sec (soufflé à la parisienne) liqueur d'orange, au rhum, au Sauternes, au Cherry brandy et aux amandes (soufflé à la Russe),. Les grands classiques soufflé au chocolat, à la vanille, aux fruits confits, aux griottes, aux framboises, aux pêches, au citron . Dans la cuisine actuelle : spéculos, pralin, pistaches abricots, chocolat blanc, fraises Tagada,...
La Tour d'Argent a créé un soufflé sucré raffiné, le soufflé aux violettes impériales (soufflé au Grand Marnier garni de biscuits macérés dans la liqueur de violettes cristallisées. Le soufflé Letizia (Relais de l'Empereur à Montélimar) était un soufflé à la vanille aux fruits au Kirsch servi avec un boule de glace vanille et une sauce chaude au chocolat. Au Lapérouse le soufflé Lapérouse (pralin, rhum, fruits confits) était servi avec du Sauternes frappé.

#### Pudding soufflé

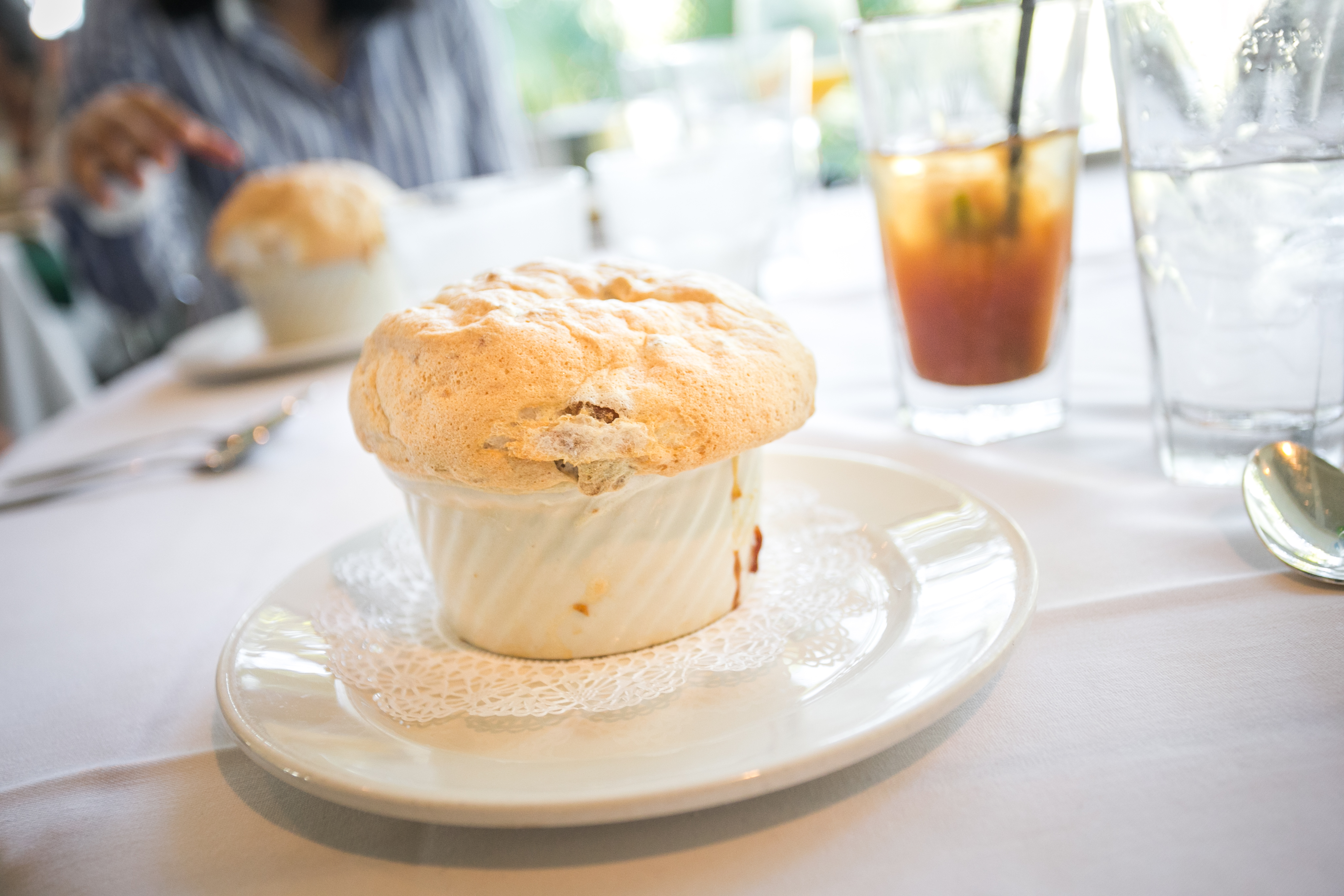
Pudding soufflé créole au pain.

Se dit parfois en anglais Soufflé pudding. L'appareil à soufflé est collé avec de la farine, de la semoule, du pain, des biscuits ou macarons, une purée ou une compote de fruit (on parle de masse légère  à pouding soufflé). Le terme est toujours en usage dans les recettes en anglais. On parle aussi de pouding soufflé (à la Marquise avec une crème de fraise) pour certaines espuma.
Urbain Dubois (1868) donne une longue liste de recette de ces soufflés dont l'appareil est lié avec une pâte cuite ou une purée : pouding soufflé à l'orange avec biscuit, à l'italienne (macarons, citron), au punch, à l'anglaise (mie de pain), au marasquin (purée de marron), de semoule, de riz (à la portugaise), de nouilles (à l'italienne), à la brioche,

#### Soufflés aux fruits

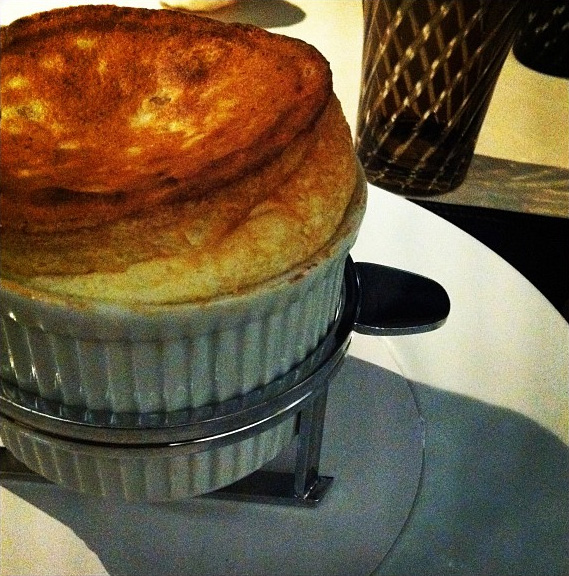
Soufflé aux poires.

Les soufflés aux fruits se font d'un mélange de purée ou coulis réduit de fruits et de blanc d'œuf en neige, cuisson au four au bain marie. Cet appareil ne contient pas de jaune d'œuf. Le soufflé aux framboises (framboises cuites, blanc en neige sucrée) est selon Madeleine de L'Écran gourmand (France 3 Besançon, 1988) « un dessert chaud qui passe très bien, surtout en hiver ». Le soufflé aux pommes est aussi simple (purée de pomme de reinette réduite). Ce procédé, dit Joseph Favre, « s'applique aux soufflés de fraises, cerises, abricots, pèches, prunes, airelles, melon, coing, poires, groseilles, ananas, etc. Dans la plupart d'entre eux on doit aussi se servir de zeste d'orange ou de citron et les aromatiser selon le fruit. On aura soin que la purée ne soit pas trop liquide ».

## Soufflés glacés

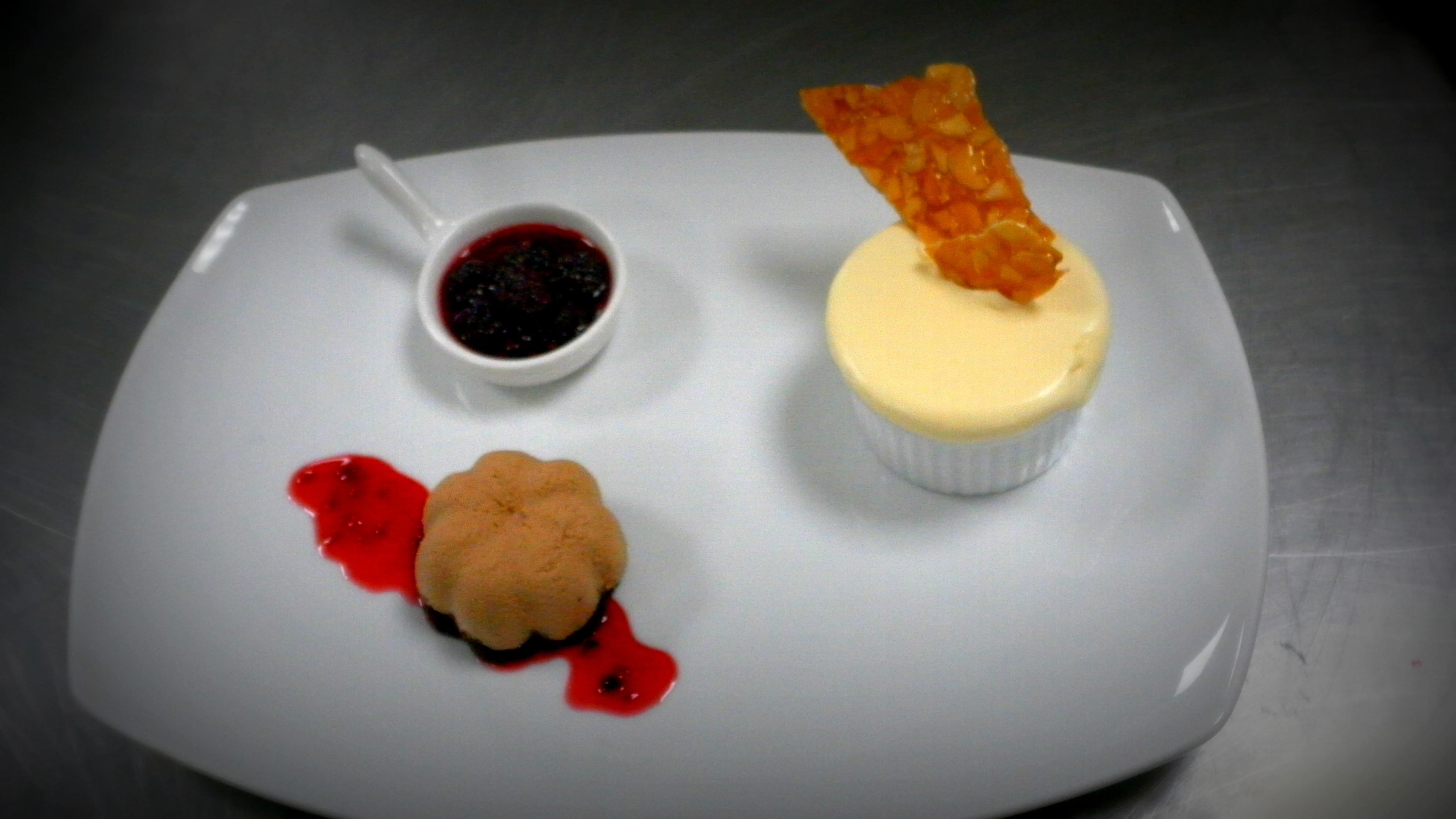
Soufflé glacé vanille servi avec une mousse au chocolat.

Ces soufflés admettent eux aussi des rares versions salées (soufflé froid au poulet ou au jambon). Ils sont le plus souvent des desserts sucrés.
Les soufflé glacés sont des crèmes riches en bulles d'air texturée et fixées par le froid ce qui leur donne un onctuosité particulière:  parfaits à la crème fouettée, sabayons glacés, pâte à bombe, meringue italienne,,. On les sort du congélateur quelques minutes avant de les servir pour leur redonner une souplesse. Ce ne sont donc pas des mousses gonflées par la cuisson mais des appareils montés en mousse à température ambiante. Joseph Favre (1905) écrit: On peut aussi faire des entremets glacés qui imitent parfaitement les soufflés chauds. Ce sont des entremets de surprise d'un effet toujours très agréable. L'appareil à soufflé glacé est pour 33% composé de crème double fouettée en mélange avec du sorbet au fruits ou à un alcool (marasquin, mandarine, cognac, limoncello, crème de cassis,,...).
Afin de leur donner l'apparence d'un soufflé cuit au four les soufflés glacé sont moulés dans des ramequins chemisés avant d'être mis au froid. Lorsque le soufflé est dur on enlève le chemisage souvent de papier sulfurisé. En 1911, « le chef du Waldorf Astoria de New-York avait une méthode secrète infaillible pour faire un soufflé froid qui ressemble exactement à un soufflé chaud ».
Le soufflé glacé le plus courant est au chocolat. À Saint-Flour il existe une spécialité de soufflés glacés classiques: au café, au Cointreau, au Champagne, au Grand-Marnier, à la gentiane, à la framboise, aux myrtilles, à  à la noisette, à la pistache.
Les amateurs de soufflé glacé portent attention à la couleur et au scintillant du soufflé, ce dessert à une dimension fastueuse. La version mythique est le Soufflé Rothschild de Carême à base de crème pâtissière allégée de blancs d'œufs battus, avec fruits confits macérés dans la Gdańska wódka, dont les paillettes d'or en suspension donnent au soufflé un aspect précieux (Le soufflé Rothschild est un soufflé aux fruit confits glacés macérés au kirsch dans le Mastering the Art of French Cooking,.
Et aussi : le soufflé glacé à la verveine, « sublime. Une savante et exquise gourmandise, couleur vert tendre, accompagnée de feuilles de verveine givrées de sucre » (Perla Servan-Schreiber dans un repas français aux États-Unis), à la Chartreuse verte et aux pistaches. Le soufflé glacé Malibran dont Maria Callas se régalait chez Maxim's, au Grand Manier de Lady Di.

## Postérité en cuisine moléculaire

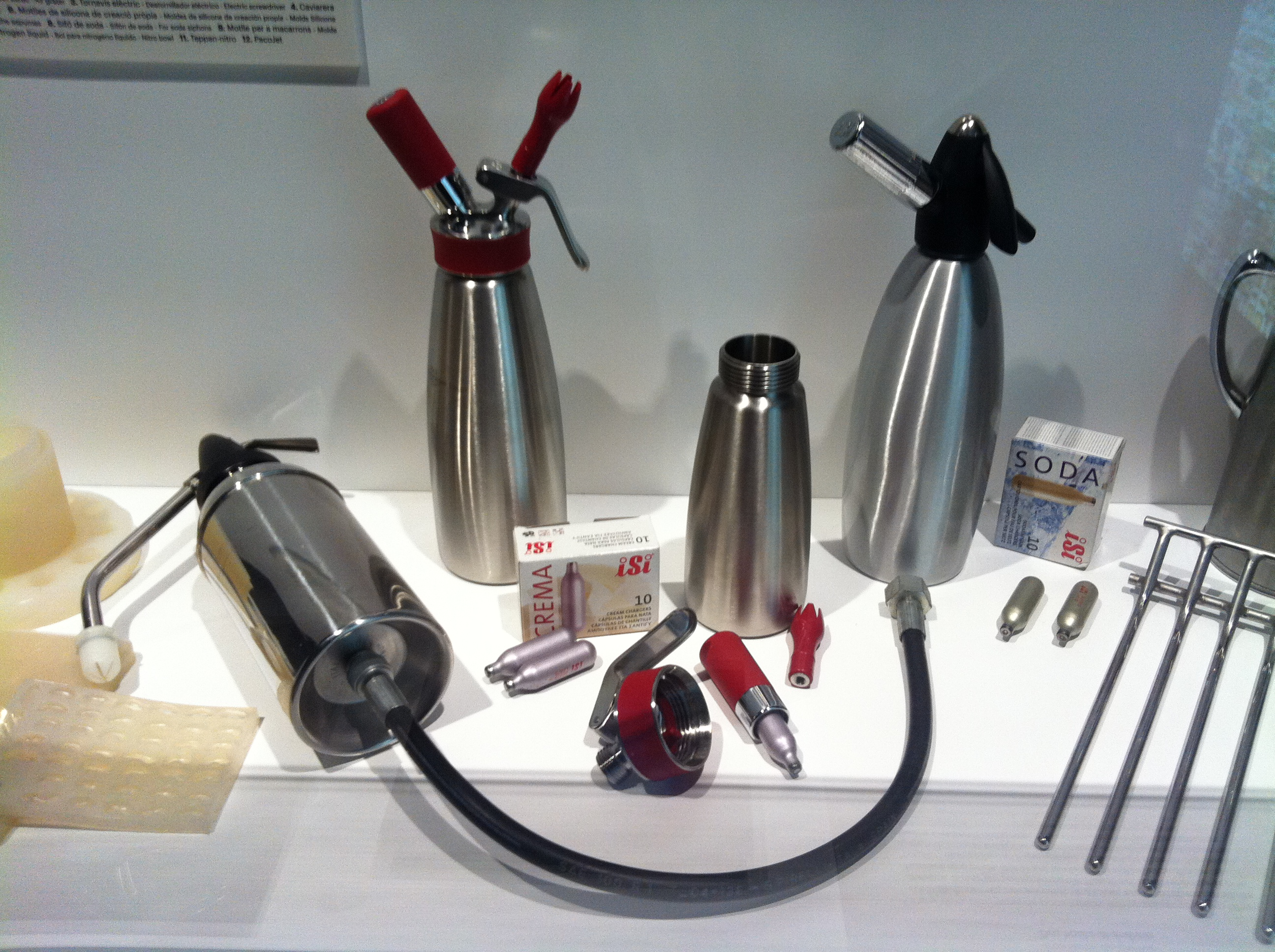
Le matériel de Ferran Adrià au El Bulli pour obtenir des espuma.

En 1994, Ferran Adrià crée les espuma avec son commis Andoni Luis Aduriz. Les espuma sont une évolution du soufflé traditionnel mais leur plasticité est vécue comme une révolution dans la cuisine actuelle. La texture mousseuse est obtenue par injection à une purée fine de dioxyde d'azote (NO2) par un siphon sous pression, l'espuma est maintenue consistante par un gélifiant, un corps gras, de la fécule ou du blanc d'œuf. La texture est réglée par la quantité de gaz injecté. À l'origine les espuma étaient froides, Adrià développa ensuite des versions chaudes.
L'espuma historique est l'espuma de judías blancas con erizos (espuma froide de gros haricots blancs aux oursins), l'espuma de humo (mousse de fumée) voulait donner juste une impression de fumée. L'utilisation de Fabaceae (Légumineuses) comme base de la purée à expanser est déclinée par Aduriz avec sa mousse de houmous et vinaigres. Une approche quantifiée des  mousses et de la dispersion colloïdale par des universitaires conduit à de nouvelles présentations souvent déconcertantes,.
En 2011, Stéphan Lagorce propose une série d'espuma qui reprennent le vocabulaire des classiques du soufflé. Cette forme actuelle de soufflé rapide à exécuter, sans four ni congélateur, qui peut être préparée à l'avance, permet des présentations créatives. Il donne des espuma froides salées (tomate, asperges, avocat-lime etc.), sucrées (pralinée, au thé à la mangue, etc.) puis des espuma chaudes salées (blanquette, ratatouille...) et chaudes sucrées (crème anglaise, pomme, carambar). Les espuma ont en commun avec les soufflés d'avoir à être consommées rapidement.

## Échecs de la cuisson

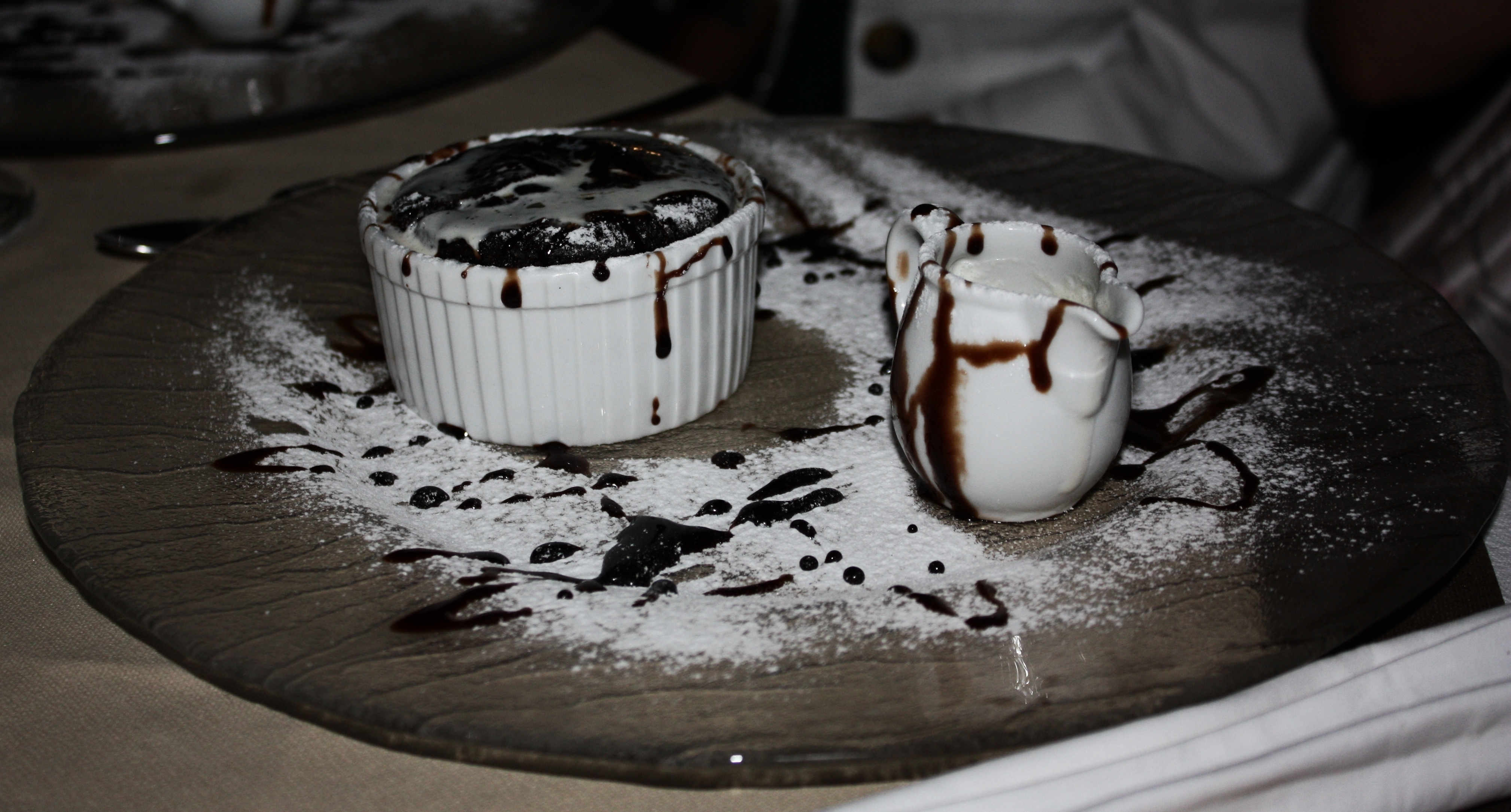
Soufflé au chocolat retombé.

Carmen de Posadas (2013) de Petites infamies décrit : « les petits riens qui font la différence entre un soufflé bien levé et un soufflé aplati ».
La dimension d'échec n'est pas petite, au contraire: Les qualificatifs du soufflé effondré, qui retombe (« je posai mon soufflé effondré sur la table. C'est une catastrophe ! », La Déesse des petites victoires) sont éloquents, ils évoquent la pire déchéance (« retombée comme un soufflé. Chute violente du mont Olympe »), une punition injuste pour une infime inattention, soufflé trop cuit (« un soufflé retombe même dans le four lorsqu’il est trop cuit »), soufflé bien cuit mais qui a trop attendu, soufflé pas assez cuit en son centre. Dominique Nogez écrit dans Un certain état d'esprit crépusculaire : « Lamentable retombement du soufflé, de tous les soufflés. Sentiment que le pire est presque toujours sûr... impression de poisse ». Dans Le Livre des Anges, les auteures analysent la signification symbolique de l'accueil de la mère (« je suis vraiment contente de te voir, mais tu as fais tomber mon soufflé ») en manque de chaleur, chute de la chaleur dans le four, manque d'affection; « il y a tellement de gens qui fonctionnent... avec la peur de manquer ou de rater quelque chose qu'un soufflé devient plus important qu'un être humain ».

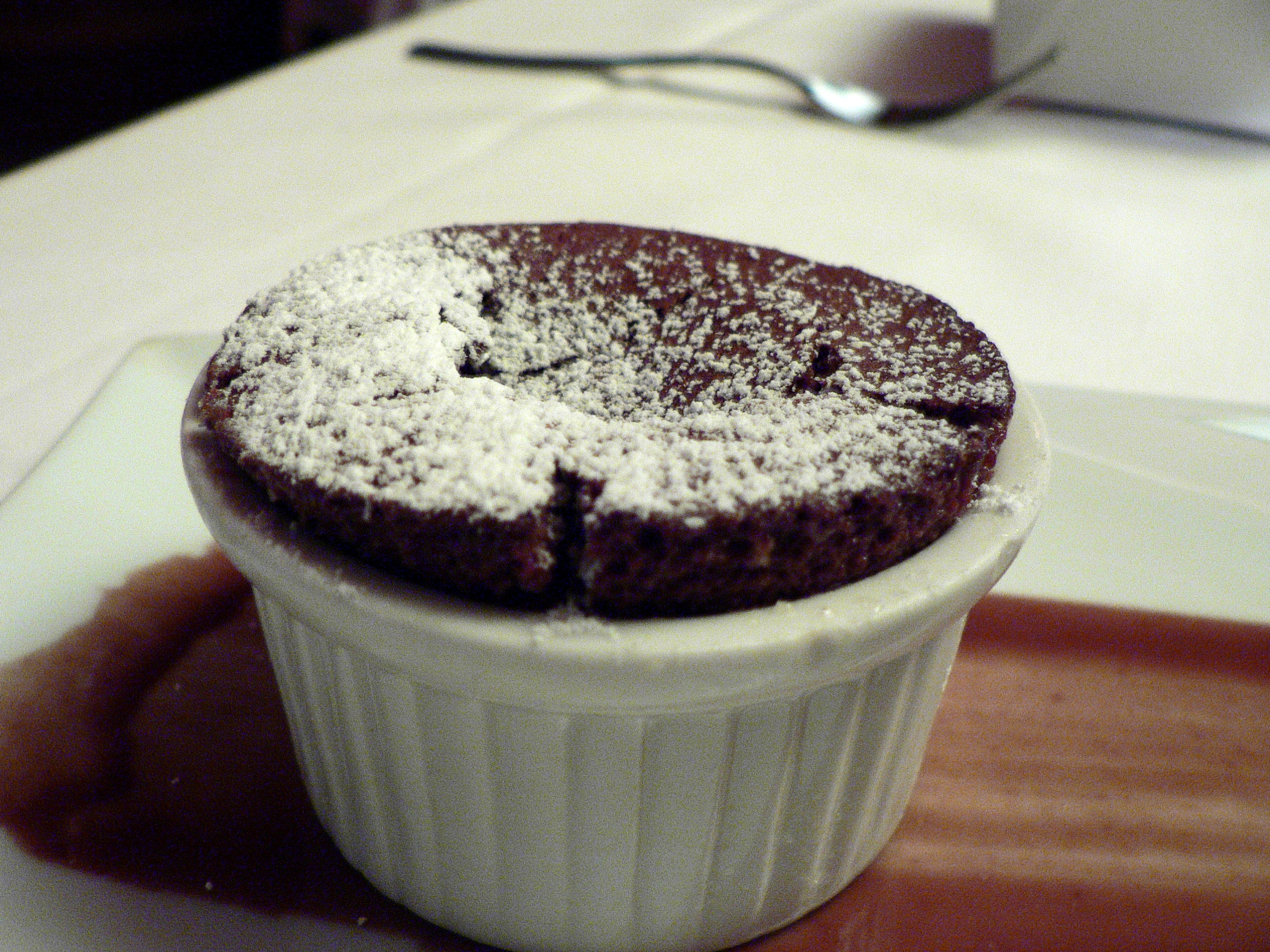
Mollesse prémonitoire au centre.

Le soufflé raté est une fatalité chargée d'irrationnel: Simenon indique que Maigret a trop bu quand il proclame cette inutile recommandation : « dis au patron de ne pas rater le soufflé ». « Le soufflé s'affaisse à l'instant où il sent votre crainte » (Peter Beard).
L'accumulation de négativité est évidente: Soufflé raté (« mes espérances retombèrent aussi vite qu'un soufflé raté »), soufflé tombé (« le soufflé tombe aussi vite qu'il est monté »), soufflé dégonflé et minable (« notre existence paraît aussi ratée et minable qu'un soufflé dégonflé »), soufflé ratatiné (« une bouteille de Sancerre et un soufflé ratatiné... triste mine »), soufflé raplapla (« l'angoisse du soufflé raplapla ajoutant une touche de suspense »).

## Restaurants
Depuis 1961 en France, le restaurant Le Soufflé, 36 Rue du Mont Thabor (Paris 1er) sert des soufflés. C'est une institution. On commande quand on se met à table. La carte donne les grands classiques : aux asperges, foie gras, morilles, au chocolat, à la liqueur d'orange, à la framboise ou à la pistache. À Papeete, Polynésie, Le Soufflé sert des soufflés salés ou sucrés : champignons et escargots à l'ail, ratatouille et curry, banane, coco et sauce Nutella, ananas, goyave, cannelle et crème anglaise.
À Carmel, en Californie, aux États-Unis, le restaurant de Lisa et Tyler Foreman, Le Soufflé, sert des soufflés français traditionnels de la manière la plus classique, avec sauces : pomme de terre, poireau et gruyère sauce bœuf bourguignon, aux champignons à l'alsacienne sauce champignons-Riesling, fruits de mer sauce homard.

## Anthologie
- Jacques de Gachons, Frivolle, La Lecture, 19 janvier 1919[130]

« Qu’y a-t-il, mon Dieu ? Vous êtes toute pâle !
— Je ne sais ce qui s’est passé, mère... J’ai les nerfs malades, je crois bien.

— Tenez, venez m’aider à terminer ce soufflé au chocolat, cela vous distraira.

— Je veux bien. Qu’est-ce qu’il faut faire ?

— Battez les œufs en neige, si cela ne vous fatigue pas. Je vais surveiller le chocolat qui commence à fondre.

Mme Dutertre conseillait ainsi le remède qu’elle employait pour elle-même. Il n’est rien de tel, en effet, que la confection d’un bon soufflé au chocolat pour vous tirer de la peine. Les maux de l’âme s'en vont ainsi par les mains. »

- Yvonne Sarcey, Les Gens de maison, Les Annales politiques et littéraires, 30 août 1925[131]

« Madame. — Mélanie, vous savez bien que je ne peux pas manger d'oeufs. Le docteur me le défend expressément.

Elle. — Bien, Madame. Alors, que Madame dise.

Madame. — Eh bien ! voilà... Voilà... Voyons... Quoi ? Un petit déjeuner léger : un soufflé au fromage, de la chicorée cuite, une crème à la vanille.

Elle. — Bien, Madame !

Et, la figure épanouie, la fille s'en retourne, hilare, à la cuisine, grommelant : c'est pas la peine que Madame soit si savante pour pas savoir qu'il faut des œufs dans le soufflé et puis dans la crème aussi !... »

- Paul Gsell, Le Mouvement dramatique. La Revue, 15 novembre 1909 :

« La Petite Chocolatière, que Paul Gavault a fait représenter à la Renaissance, est une sorte de soufflé au chocolat. C'est doux, c'est sucré, c’est inconsistant, cela s’avale sans peine. C’est un parfait échantillon de théâtre digestif. »